# Abutilon berlandieri
Abutilon berlandieri är en malvaväxtart som beskrevs av Asa Gray. Abutilon berlandieri ingår i släktet klockmalvor, och familjen malvaväxter. Inga underarter finns listade i Catalogue of Life.